# Антим Ризов
Антим е български духовник от ранното Българско възраждане, архимандрит, игумен на Зографския манастир.

## Биография
Ризов е роден в дойранското село Калково със светското име Атанас Ризов. Учи на гръцки език в родното си село. В 1818 година заминава за Света гора, където в 1822 година става монах в Зографския манастир под името Антим. През 1824 година заминава за Русия. Тук в 1838 година завършва Кишиневската семинария. Поддържа връзки с българската емигрантска колония, сред която е и Захари Княжески, който му помага да изпраща книги в България.
След Русия Антим Ризов заминава за Атина, където в 1846 година завършва богословие в Атинския университет. По време на следването си служи в църквата при руското посолство „Преображение Господне Коташка“ (1838 – 1846). Връща се в Зографския манастир и от 1850 или 1855 година до смъртта си в 1867 година е игумен там. Към 1846 година открива в Зограф училище за млади монаси. Сред получилите образование в него е сестреникът му Мелетий, по-сетнешен софийски митрополит.
Ризов владее седем езика и оставя неиздадени преводи от гръцки, направени по поръчка на Бигорския манастир. Предлагана му е катедрата по славянски езици в семинарията на остров Хиос, но той отказва. Поддържа преписка с Димитър Миладинов, когото подпомага с книги. В писмо до Васил Априлов от 1847 година описва окаяното положение на българщината в Струмица и пише:
| „ | Виждам Граматики и Истории Български и Венелинови книжки; слушам что на много места в България са открили български училища... Единим словом, виждам и слушам вся верния знамения и предвещания, что Бог Великий е начал и за нашият народ да промишлява... В Гръция аз бех до лани – до 1846 г. – где, като ся поучих неколко в гимназията и университетат, имах намерение да си ида в Отечеството ни, и да си ида с намерение не гръчки, но Български Българите как Българин по силе моей да уча, да не ся осуда как ленивийат раб... | “ |

Ръководи изготвянето на опис на писмените паметници на библиотеката на Зографския манастир.
Умира на 15/27 август 1867 година.